# Champallement
Champallement település Franciaországban, Nièvre megyében. Lakosainak száma 55 fő (2022. január 1.). Champallement Neuilly, Bussy-la-Pesle, Champlin, Montenoison, Moussy és Saint-Révérien községekkel határos.

## Népesség
A település népességének változása:
| Lakosok száma | 47   | 50   | 54   | 49   | 47   | 45   | 48   | 52   | 55   |
|               | 2013 | 2015 | 2016 | 2017 | 2018 | 2019 | 2020 | 2021 | 2022 |